# Wurzen
Wurzen (pronunciación en alemán: /ˈvʊʁt͡sn̩/ⓘ) es una localidad alemana ubicada en el distrito de Leipzig, en el Estado Libre de Sajonia. Es atravesada por el río Mulde y se encuentra a 25 km al este de la ciudad de Leipzig. 

## Historia
Fundada en el siglo VII por pueblos eslavos, Wurzen es mencionada por primera vez en el acta de donación de Otón I en 961 como una civitas vurcine. Situada en el "anderen Gau Neletici", a inicios del siglo XII era un pueblo cuando Herwig, obispo de Meissen, fundó una colegiata. De este siglo data su catedral y un castillo que sirvió de residencia para los obispos de Meißen y, posteriormente, fue utilizada como corte de justicia, escuelas, colegio agrícola y como una estación de policía (incluyendo una prisión).
En 1581, pasó al elector de Sajonia. Durante la Guerra de los Treinta Años (1637), fue saqueada y quemada casi por completo por el ejército sueco.
En 1768, Goethe viajó de Leipzig a Dresde y de regreso vía Wurzen. La larga espera del ferry inspiró un pasaje en su primera edición de Fausto. El 31 de julio de 1838, Wurzen fue conectada con el primer ferrocarril de larga distancia en Alemania, que cubría el trayecto Leipzig-Dresde y que se inauguró por completo el 7 de abril de 1839. En esa ocasión se construyó el primer puente ferroviario en Alemania para atravesar el río Mulde.

## Ciudades hermanadas
Wurzen está hermanada con:
- Barsinghausen, Alemania
- Warstein, Alemania
- Tamási, Hungría